# Laura Sánchez López
Laura Sánchez López (Gross-Gerau, Alemania, 29 de mayo de 1981) es una modelo y actriz española, más conocida por su papel de Pepa Miranda en la exitosa serie Los hombres de Paco.

## Biografía
Nació en Alemania en 1981, donde tan solo vivió dos meses antes de trasladarse a Huelva junto a su familia.
Su carrera como modelo comenzó en 1998, cuando recibió el premio "The Look of the Year" de la agencia Elite. Desde entonces no ha parado de trabajar tanto en España como en otros países europeos y de fuera de Europa como en la Fashion Week de París y la Fashion Week de Milán. En España fue elegida como la mejor maniquí en la “XXXIII edición de la pasarela Cibeles” en 2001 y 2002.
Ha sido portadas de revistas como Elle, Vogue, Marie Claire, Madame Figaro o Donna. Además ha participado en las campañas publicitarias de firmas como Trucco, Rolex, Kerastase, Caramelo, Victorio & Lucchino y Punto Blanco.
Además, en el año 2008 debutó como actriz en la serie Los hombres de Paco, desde entonces ha continuado apareciendo en series como La fuga o El chiringuito de Pepe y tuvo el papel de Álex en la película 3 bodas de más.

## Vida personal
En 1998 comenzó una relación con el modelo Enrique Miranda, del que se separa en 2003. Tras eso comienza una relación con el futbolista Aitor Ocio, con el que tiene una hija llamada Naia. En 2011 comienza una relación con su pareja, el cantante tinerfeño David Ascanio. En 2024 se separan, y comienza una relación con el torero Manuel Escribano

## Filmografía

### Series de televisión
| Series de televisión | Series de televisión   | Series de televisión | Series de televisión | Series de televisión |
| Año                  | Título                 | Personaje            | Cadena               | Notas                |
| -------------------- | ---------------------- | -------------------- | -------------------- | -------------------- |
| 2008-2010            | Los hombres de Paco    | Pepa Miranda Ramos   | Antena 3             | 57 episodios         |
| 2010                 | Impares Premium        | Laura                | Antena 3             | 1 episodio           |
| 2012                 | La fuga                | Dulce María          | Telecinco            | 5 episodios          |
| 2014                 | El chiringuito de Pepe | Alicia               | Telecinco            | 2 episodios          |
| 2015                 | Olmos y Robles         | Bisnieta de Bárbara  | La 1                 | 1 episodio           |
| 2015                 | Gym Tony               | Diana                | Cuatro               | 1 episodio           |
| 2021                 | #Luimelia              | Pepa                 | Atresplayer          | 1 episodio           |

### Películas
| Películas | Películas      | Películas | Películas        |
| Año       | Título         | Personaje | Notas            |
| --------- | -------------- | --------- | ---------------- |
| 2009      | Cíclope        | Beth      | Cortometraje     |
| 2013      | 3 bodas de más | Álex      | Papel secundario |

### Programas de televisión
| Programas de televisión | Programas de televisión                | Programas de televisión | Programas de televisión    |
| Año                     | Título                                 | Cadena                  | Notas                      |
| ----------------------- | -------------------------------------- | ----------------------- | -------------------------- |
| 2006                    | El club de Flo                         | La Sexta                | Concursante, 3ª finalista  |
| 2007-2008               | Las mañanas de Cuatro                  | Cuatro                  | Colaboradora               |
| 2012                    | Reyes y estrellas                      | La 1                    | Presentadora               |
| 2014                    | ¡A bailar!                             | Antena 3                | Concursante, 1.ª expulsada |
| 2014                    | Me resbala                             | Antena 3                | Concursante                |
| 2014                    | La suerte está echada                  | Canal Sur               | Presentadora               |
| 2014-2015               | Todo va bien                           | Cuatro                  | Colaboradora               |
| 2020                    | MasterChef Celebrity 5                 | La 1                    | Concursante, 7ª expulsada  |
| 2020                    | Me resbala                             | Antena 3                | Concursante                |
| 2020                    | Improvisando                           | Antena 3                | Invitada                   |
| 2020                    | Typical Spanish                        | La 1                    | Invitada                   |
| 2020                    | Mi casa es la tuya                     | Telecinco               | Invitada                   |
| 2020                    | Últimos fichajes                       | Movistar+               | Invitada                   |
| 2020                    | El juego de los anillos                | Antena 3                | Invitada                   |
| 2021                    | La noche D                             | La 1                    | Invitada                   |
| 2021                    | Me resbala                             | Antena 3                | Concursante                |
| 2021                    | Family Feud: La batalla de los famosos | Antena 3                | Concursante                |
| 2022                    | Andalucía es moda                      | Canal Sur               | Presentadora               |
| 2023                    | 25 palabras                            | Telecinco               | Invitada                   |
| 2023-2024               | Tardear                                | Telecinco               | Colaboradora               |
| 2025                    | Maestros de la costura Celebrity       | La 1                    | Concursante, 9ª expulsada  |

## Premios
- 1997: "The Look of the Year" de la agencia Elite.
- 2001-2002: Mejor maniquí en la XXXIII edición de la pasarela Cibeles.
- 2002: Ganadora del premio GQ's 'Woman of the Year.
- 2003: Ganadora del premio 'Modelo del año' dado por la revista española Glamour.
- 2004: Ganadora del premio 'Modelo del año' dado por Woman Magazine.
- 2018: Ganadora del Premio a la Mujer Mejor Calzada de España, concedido por el Museo del Calzado de Elda